# Кассимиут
Кассимиут (гренл. Qassimiut, старая орфография — Qagssimiut) — поселение в Гренландии в коммуне Куяллек.
Посёлок был основан в 1835 году как торговая станция. В октябре 2010 года в посёлке числилось 29 жителей, таким образом, Кассимиут на тот момент являлся самым маленьким поселением Гренландии с постоянным населением.

## Известные жители
В поселении родился Йонатан Мотсфельдт, гренландский политик.

## Население
Как и большинство других южных поселений Гренландии, население Кассимиута сокращалось на протяжении последних 20 лет.